# Gran Premi Internacional CTT Correios de Portugal
El Gran Premi Internacional CTT Correios de Portugal (en portuguès Grande Prémio Internacional CTT Correios de Portugal) va ser un competició ciclista per etapes que es disputava a la Regió del Centre, a Portugal.
La cursa es disputà entre 2000 i 2009 i l'any següent es va fusionar amb la Volta a l'Alentejo. Del 2005 fins a la seva desaparició va formar part de l'UCI Europa Tour.

## Palmarès
| Any  | Vencedor            | Segon                 | Tercer                  |
| ---- | ------------------- | --------------------- | ----------------------- |
| 2000 | Àngel Edo           | Delmino Pereira       | Pedro Soeiro            |
| 2001 | José Iván Gutiérrez | Isidro Nozal          | Pablo Lastras           |
| 2002 | Àngel Edo           | Aleksei Màrkov        | Nuno Marta              |
| 2003 | Nuno Marta          | David Blanco          | Aleksei Màrkov          |
| 2004 | Cândido Barbosa     | Àngel Edo             | Alberto Benito Guerrero |
| 2005 | Aleksei Màrkov      | Nuno Marta            | Lénaïc Olivier          |
| 2006 | Jordi Grau          | Jesús del Nero        | Carlos Pinho            |
| 2007 | Pedro Cardoso       | André Vital           | Eladio Jiménez          |
| 2008 | Nuno Ribeiro        | Nelson Vitorino       | Francisco Mancebo       |
| 2009 | Adrián Palomares    | Daniel Andonov Petrov | André Cardoso           |